# Ronald Gainer
Ronald William Gainer (ur. 24 sierpnia 1947 w Pottsville, Pensylwania) – amerykański duchowny katolicki, w latach 2014–2023 biskup diecezjalny Harrisburga.

## Życiorys
Ukończył seminarium duchowne w Overbrook. Święcenia kapłańskie otrzymał 19 maja 1973 z rąk ordynariusza Allentown Josepha McShea. Pracował m.in. w kurii rodzinnej diecezjalnej (Trybunał Diecezjalny, Sekretariat ds. Ewangelizacji i Życia Katolickiego, Sąd Biskupi). W 1986 uzyskał doktorat na Uniwersytecie Gregoriańskim w Rzymie. Honorowy prałat Jego Świątobliwości od 1991.
13 grudnia 2002 otrzymał nominację na biskupa diecezji Lexington w Kentucky. Sakry udzielił mu metropolita Thomas Kelly OP.
24 stycznia 2014 papież Franciszek mianował go ordynariuszem diecezji Harrisburg w Pensylwanii. Ingres odbył się 19 marca 2014.
25 kwietnia 2023 ten sam papież przyjął jego rezygnację z urzędu biskupa Harrisburga.